# Park Ji-yeon (actriz)
Park Ji-yeon (en hangul, 박지연; nacida el 14 de mayo de 1988) es una actriz surcoreana.Ha aparecido en papeles secundarios en varias series de televisión, pero es más conocida por su trabajo como actriz de musicales.
Debutó en el musical Mamma Mia! en 2010. Su primera aparición televisiva fue en Oh My Ghost (tvN, 2015). Después interpretó a Kang Eun-ju en Mad Dog (KBS2, 2017), y a Oh Jung-soo en Andante (KBS1, 2017). Más tarde actuó como Yoon Hoon (Kim Hye-eun) en la serie dramática histórica Mr. Sunshine (tvN, 2018), fue la enfermera Lee So-jung en Life (JTBC, 2018), y  Cho-hong Haechi (SBS, 2019).
Su trabajo más conocido en la pantalla chica fue Bloody Heart (2022), que le valió el premio a la mejor actriz de reparto en los KBS Drama Awards 2022.

## Vida personal
Park Ji-yeon se interesó por la música desde una edad temprana. Mientras estudiaba ciencias en la escuela secundaria Youngsaeng, formó una banda de rock en la misma escuela, donde era la vocalista. Tenía el proyecto de matricularse en el Departamento de Música Práctica, pero, mientras buscaba en Internet información relacionada, encontró vídeos musicales por primera vez. Desde entonces se interesó también por la actuación y decidió entrar en una academia de actuación cerca de su casa en Suwon. Más adelante se inscribió en el departamento de actuación del Instituto de las Artes de Seúl. Sin embargo, debido a su amor por la música, Park todavía no estaba decidida a convertirse en actriz.

## Carrera
En 2010, por recomendación de un estudiante de último año, Park fue a la audición de la producción coreana del musical Mamma Mia! Cuando apareció en la audición con una carta de solicitud en la que mostraba carecer de experiencia, puso nervioso al personal. Sin embargo, Park sorprendió a todos cuando cantó en la audición.De este modo la superó y fue elegida para el papel de Sophie; su debut fue una actuación celebrada en el Gyeonggi Icheon Art Hall.
Desde entonces, Park ha estado activa como protagonista de teatro musical, desde Go Mi-nam (Go Mi-nyeo) en el musical creativo You're Beautiful hasta Éponine en Les Miserables y Molly en Ghost. En 2013, arrasó en los galardones para actores noveles con dos premios musicales, los Korean Musical Awards y The Musical Awards, por su papel de Éponine en Los Miserables. Park fue proclamada una estrella en ascenso en el mundo del musical.
El debut televisivo de Park fue en Oh My Ghost (2015) de tvN. Después de eso, interpretó a Kang Eun-ju en Mad Dog (2017) de KBS2 y a Oh Jung-soo en Andante (2017) de KBS2.
Después de ocho años como actriz musical, Park hizo su debut en prosa dramática con la producción del Teatro Nacional de Corea de Ricardo III de Shakespeare, por la que recibió críticas favorables. La producción comenzó en febrero de 2018 y finalizó a principios de marzo de ese año. Después actuó como Yoon Hoon (Kim Hye-eun) en la serie dramática histórica de tvN Mr. Sunshine (2018), trabajo al que siguió el papel de la enfermera Lee So-jung en Life de JTBC (2018). En el invierno de 2018 volvió al musical. Fue seleccionada para el papel de la robot ayudante Claire en la reposición del musical Maybe Happy Ending en 2018. Dirigida por Kim Dong-yeon, se presentó en Vivaldi Park Hall, Daemyung Cultural Factory Building 1, Seúl del 13 de noviembre de 2018 al 10 de febrero de 2019.
En 2019 interpretó el papel de Cho-hong en el drama histórico de SBS Haechi. Luego siguió el papel de Park Ji-young, un papel con diferentes personalidades en dos universos paralelos en el drama de tvN The King: Eternal Monarch. Más tarde, Park se reunió con el director Kim Dong-yeon en la reposición coreana del musical Cyrano en 2019.

## Filmografía

### Series de televisión
| Año  | Título                    | Canal   | Papel                    | Notas        | Ref.          |
| ---- | ------------------------- | ------- | ------------------------ | ------------ | ------------- |
| 2015 | Oh My Ghost               | tvN     | Il Pal-gwi               | Fantasma     | [ 10 ]        |
| 2016 | Andante                   | KBS1    | Oh Jung-soo              |              | [ 11 ]        |
| 2016 | Mad Dog                   | KBS2    | Kang Eun-joo             |              | [ 12 ]        |
| 2018 | Life                      | JTBC    | Lee So-jeong             |              | [ 13 ] [ 14 ] |
| 2018 | Mr. Sunshine              | tvN     | Yoon Ho-ho (Kim Hye-eun) |              | [ 15 ]        |
| 2019 | Haechi                    | SBS     | Cho-hong                 |              | [ 16 ] [ 17 ] |
| 2019 | The King: Eternal Monarch | SBS     | Park Ji-young            |              | [ 18 ]        |
| 2021 | Secret Forest             | tvN     | Jung Min-ha              | Cameo, ep. 9 | [ 19 ] [ 20 ] |
| 2021 | Hospital Playlist         | tvN     | Yoon Shin-hye            |              | [ 21 ] [ 22 ] |
| 2022 | Una familia ejemplar      | Netflix | Kwang-cheol              | Serie web    | [ 23 ] [ 24 ] |
| 2022 | Bloody Heart              | KBS2    | Choi Ga-yeon             |              | [ 25 ] [ 26 ] |
| 2024 | Blood Free                | Disney+ | Jeong Hae-deun           | Serie web    | [ 27 ] [ 28 ] |
| 2024 | Your Honor                | ENA     | Jang Chae-rim            |              | [ 29 ]        |

### Programas de entretenimiento televisivo
| Año  | Título                         | Hangul    | Función  | Notas                   | Ref.   |
| ---- | ------------------------------ | --------- | -------- | ----------------------- | ------ |
| 2014 | KBS2 Una canción para ti       | 리차드3세 | Cantante | 4 de enero, episodio 15 | [ 30 ] |
| 2015 | EBS Space Empathy Musical Once |           | Cantante |                         |        |

### Vídeos musicales
| Año  | Título | Hangul  | Artista         | Ref.   |
| ---- | ------ | ------- | --------------- | ------ |
| 2016 | A casa | 집으로… | Park Joon-myeon | [ 31 ] |

## Escenarios

### Conciertos
| Año  | Título               | Hangul              | Función  | Notas                                                                  | Ref.   |
| ---- | -------------------- | ------------------- | -------- | ---------------------------------------------------------------------- | ------ |
| 2014 | Musical gala concert | 뮤지컬 갈라 콘서트  | Cantante | Sungkyunkwan University 600th Anniversary Millennium Hall, 15 de julio | [ 32 ] |
| 2014 | Samsung Card Stage 2 | 삼성카드 스테이지 2 | Cantante | Blue Square Master Card Hall, 26 de septiembre                         | [ 32 ] |
| 2017 | Regalo de diciembre  | 12월의 선물         | Cantante | Lotte Concert Hall, 24-25 de diciembre                                 | [ 33 ] |
| 2018 | Ko Concert           | 코 콘서트           | Cantante | Platform Changdong 61 Redbox, 10 de diciembre                          | [ 32 ] |
| 2022 | Ko Concert           | 코 콘서트           | Cantante | Centro de Arte Yundang, Sala 1                                         |        |

### Musicales
| Año     | Título                                    | Hangul                    | Papel                | Notas                                                        | Ref.         |
| ------- | ----------------------------------------- | ------------------------- | -------------------- | ------------------------------------------------------------ | ------------ |
| 2010    | Mamma Mia!                                | 맘마미아                  | Sophie               | Gyeonggi Icheon Art Hall                                     | [ 3 ] [ 34 ] |
| 2010    | Mamma Mia!                                | 맘마미아                  | Sophie               | Busan Civic Center Grand Theater, 15-V/6-VI                  |              |
| 2011-12 | Mamma Mia!                                | 맘마미아                  | Sophie               | Daesung D-Cube Art Center, 30-VIII-11/26-II-12               |              |
| 2012    | You're Beautiful                          | 미남이시네요              | Go Mi Nam/Go Mi Nyeo | Sejong Center for the Performing Arts M Theater, 7-VIII/9-IX |              |
| 2012    | Les Misérables                            | 레미제라블                | Éponine              | Poeun Art Hall, Yongin, 3/25-XI                              |              |
| 2012-13 | Les Misérables                            | 레미제라블                | Éponine              | Daegu Keimyung Art Center, 7-XII-12/20-I-13                  |              |
| 2013    | Les Misérables                            | 레미제라블                | Éponine              | Centum City Sohyang Theater Shinhan Card Hall, 1-II/3-III    | [ 35 ]       |
| 2013    | Les Misérables                            | 레미제라블                | Éponine              | Blue Square Shinhan Card Hall, 6-IV/1-IX                     |              |
| 2013    | Ghost                                     | 고스트                    | Molly Jensen         | Daesung D-Cube Art Center, 24-XI-13/29-VI-14                 | [ 4 ]        |
| 2014-15 | Once                                      | 원스                      | Chica                | CJ Towol Theater, Seoul Arts Center, 3-XII-14/29-III-15      |              |
| 2015    | Woo Ji-won, Shim Geon-woo's Go-Go-Go Show | 우지원, 심건우의 고고고쇼 | Herself              | Culture and Arts Theater CT, 11-V                            |              |
| 2015    | Les Misérables                            | 레미제라블                | Éponine              | Daegu Keimyung Art Center, 21-X/15-XI                        |              |
| 2016    | Mamma Mia!                                | 맘마미아                  | Sophie               | Charlotte Theater, 20-II/4-VI                                | [ 9 ] [ 36 ] |
| 2017    | Arirang Showcase                          | 아리랑 쇼케이스           | Bang Bang            | Yes24 Live Hall, 3-VII                                       |              |
| 2017    | Arirang                                   | 아리랑                    | Bang Bang            | Opera House, Seoul Arts Center, 25-VII/3-IX                  | [ 37 ]       |
| 2017    | The Gift of December                      | 12월의 선물               | [Dos papeles]        | Lotte Concert Hall, 24/25-XII                                |              |
| 2018-19 | Maybe Happy Ending                        | 어쩌면 해피엔딩           | Claire               | Yes24 Stage 1, 3-XI-18/10-II-19                              | [ 7 ]        |
| 2019    | Cyrano                                    | 시라노                    | Roxanne              | Kwangrim Art Center BBCH Hall, 10-VIII/13-X                  | [ 9 ]        |
| 2019-20 | Rebecca                                   | 레베카                    | I                    | Chungmu Arts Center Grand Theater, 16-XI-19/15-III-20        | [ 38 ]       |
| 2020-21 | Ghost                                     | 고스트                    | Molly Jensen         | Daesung D-Cube Art Center, 6-X-20/14-III-21                  | [ 39 ]       |
| 2021    | Dracula                                   | 드라큘라                  | Mina                 | Blue Square Shinhan Card Hall, 20-V/1-VIII                   | [ 40 ]       |
| 2021-22 | Rebecca                                   | 레베카                    | I                    | Chungmu Arts Center Grand Theater, 16-XI-21/28-II-22         |              |
| 2023-24 | Il Tenore                                 | 일 테노레                 | Seo Jin-yeon         | Seoul Arts Centre CJ Towol Theatre, 19-XII-23/25-II-24       | [ 41 ]       |
| 2024    | Il Tenore                                 | 일 테노레                 | Seo Jin-yeon         | Blue Square Shinhan Card Hall, 29-III/19-V                   | [ 42 ]       |
| 2024    | Los últimos cinco años                    | 라스트 파이브 이어스      | Cathy                | Teatro del Centro Sejong para las Artes Escénicas, III/7-IV  | [ 43 ]       |

### Teatro
| Año  | Título                           | Hangul                   | Papel  | Teatro                                           | Notas                          | Ref.   |
| ---- | -------------------------------- | ------------------------ | ------ | ------------------------------------------------ | ------------------------------ | ------ |
| 2018 | Ricardo III                      | 리차드3세                | Ana    | Teatro CJ Towelol, Centro de Artes de Seúl       | 6 de febrero al 4 de marzo     | [ 6 ]  |
| 2022 | Hamlet                           | 햄릿                     | Ofelia | Teatro Nacional Teatro Haeoreum                  | 13 de julio al 13 de agosto    | [ 44 ] |
| 2023 | 2:22 - Una historia de fantasmas | 2시 22분 - A Chost Story |        | Centro Sejong para las Artes Escénicas, Teatro M | 19 de julio al 2 de septiembre | [ 43 ] |

## Discografía
| Título                                      | Año  | Posición | Álbum                                          | Ref.   |
| Título                                      | Año  | COR      | Álbum                                          | Ref.   |
| ------------------------------------------- | ---- | -------- | ---------------------------------------------- | ------ |
| "Otro día" (하루 또 하루) con Shin Sung-rok | 2010 | —        | Grabación del reparto del Musical Rebecca 2019 | [ 45 ] |

## Premios y nominaciones
| Año  | Premios                          | Categoría                                | Papel          | Resultado | Ref.          |
| ---- | -------------------------------- | ---------------------------------------- | -------------- | --------- | ------------- |
| 2013 | 7.os Premios The Musical         | Mejor actriz revelación                  | Los miserables | Ganadora  | [ 46 ]        |
| 2013 | 19.os Premios Musicales de Corea | Mejor actriz revelación                  | Los miserables | Ganadora  | [ 47 ]        |
| 2014 | 8.os Premios The Musical         | Mejor actriz                             | Ghost          | Nominada  | [ 48 ]        |
| 2020 | 5.os Premios Musicales de Corea  | Mejor actriz                             | Ghost          | Nominada  | [ 49 ] [ 50 ] |
| 2022 | Premios KBS Drama                | Mejor actriz de reparto en una miniserie | Bloody Heart   | Ganadora  | [ 51 ]        |